# Marvin Hagler vs. Thomas Hearns
"The War" ("La guerra") è il soprannome affibbiato all'incontro di pugilato Marvin Hagler vs. Thomas Hearns, combattuto il 15 aprile 1985 al Caesars Palace di Las Vegas. Vinto da Hagler per KO al terzo round, il match è considerato uno dei migliori e più avvincenti incontri di boxe della storia, grazie alla costante azione, al pathos, e ai violenti scambi di colpi tra i due sfidanti.

## Contesto
Nel 1985, "Marvelous" Marvin Hagler era campione del mondo indiscusso dei pesi medi fin dal 27 settembre 1980. Hagler era celebre per la sua resistenza e capacità di incassare i colpi, non essendo mai andato al tappeto se non in un unico episodio durante l'incontro contro Juan Domingo Roldán, in cui subì un knockdown al primo round, un "incidente di percorso" dovuto con molta evidenza ad una scivolata e che Hagler sminuiva spesso come un "episodio senza importanza". All'epoca del match con Thomas Hearns, egli aveva difeso il titolo in dieci occasioni, vincendo tutti gli incontri per KO tranne uno; una vittoria ai punti con Roberto Durán. Hagler si stava quindi avvicinando al record di categoria di 14 difese del titolo, stabilito da Carlos Monzón.
Quando l'incontro Hagler contro Hearns ebbe luogo, Hearns era da poco passato dalla divisione pesi welter a quella dei pesi medi. Hearns era riconosciuto come uno dei picchiatori più duri di sempre, avendo vinto 30 dei suoi 32 match per KO. Nel suo primo match per il titolo nel 1980, Hearns aveva ottenuto una spettacolare vittoria per KO al secondo round con il campione WBA Pipino Cuevas. Hearns difese il titolo per tre volte prima di essere sconfitto per TKO da Sugar Ray Leonard al 14º round. Successivamente, vinse il titolo WBC sconfiggendo Wilfred Benítez, e sconfisse Roberto Durán.
Data la reputazione di combattenti dei due pugili, il confronto tra loro ebbe ampia risonanza sui mass media e generò molta attesa tra gli appassionati. Il match si svolse al Caesars Palace Hotel di Las Vegas, Nevada, il 15 aprile 1985.

## L'incontro

### 1º round
Hagler, che di solito partiva piano, prese d'assalto Hearns fin dalla campana di apertura, costringendolo alle corde. Hearns colpì Hagler con un potente destro al mento, lasciandolo stordito per un attimo prima che Hagler fosse in grado di abbracciare l'avversario per riprendersi. Qualche secondo dopo, comunque, i due stavano già scambiandosi di nuovo potenti pugni, con Hagler che cercava di entrare nella guardia di Hearns per rimetterlo alle corde. Hearns cercò di rallentare il ritmo, contenendo la furia di Hagler. Poco tempo dopo, ancora una volta i due cominciarono a scambiarsi colpi devastanti (durante questi scambi Hearns si ruppe la mano destra). L'incontro proseguì su questi toni nei successivi due minuti e mezzo, poiché entrambi i combattenti si scambiavano colpi pesanti con scarso riguardo per la difesa o il ritmo. Hagler si fece un taglio sulla fronte, ma la ferita non lo rallentò fino alla fine del round. Il giornalista sportivo Barry Tompkins, facendo il commento del match per HBO, urlò: «Questo è ancora solo il primo round!». Al Bernstein dichiarò: «Forse uno dei migliori round di apertura nella storia dei pesi medi!»; ed è considerato dalla rivista The Ring il più grande round nella storia del pugilato.

### 2º round
All'inizio del secondo round, sembrava che Hearns non avesse più le gambe sotto di sé, mentre rallentava il passo boxando con Hagler. Hearns inciampò diverse volte mentre tentava di spostarsi sul ring e cambiare direzione, spingendo il commentatore della HBO Sugar Ray Leonard a notare: «Non mi piace il modo in cui Tommy si muove ... un po' gommoso». A posteriori, Hearns commentò: «Non avevo più gambe, anche prima che uscissi per combattere, le mie gambe si sentivano deboli». Hagler sperimentò combattendo con la guardia destrorsa per un momento, ma poi tornò alla mancina, poiché trovò più facile contrastare così i jab di Hearns. Alla fine del round, Hagler attaccò Hearns alle corde, sferrando con successo una raffica di pugni. L'azione del secondo round ebbe un ritmo più lento rispetto al ritmo vertiginoso del primo round. I giudici Herb Santos e Harry Gibbs assegnarono di nuovo il round a Hagler per 10-9, mentre il giudice Dick Young lo assegnò a Hearns per 10-9.

### 3º round
Nel terzo round, Hearns tentò nuovamente di rallentare un po' il ritmo del match. Dopo circa un minuto, il taglio sulla fronte di Hagler che aveva rimediato nel primo round si aprì, causando un abbondante sanguinamento che gli coprì la faccia.
L'arbitro Richard Steele fermò il match per consentire al medico a bordo ring di esaminare Hagler. Egli diede il via libera e il combattimento proseguì. Paventando l'idea di poter perdere il match a causa della ferita, Hagler attaccò Hearns con tutte le forze. Un tremendo sinistro mandò Hearns alle corde. Hearns sorrise, come per suggerire all'avversario che non aveva risentito del colpo. Allora Hagler lo colpì con un potente gancio destro. Il colpo stordì Hearns, che goffamente barcollò all'indietro verso le corde, con Hagler che lo inseguiva. Il campione sferrò un destro al mento di Hearns, che cadde in avanti mentre Hagler lo colpiva ancora con due montanti. Mentre Hearns cadeva al tappeto, Sugar Ray Leonard urlò nel microfono: «He's gone... he's gone!» ("È andato ... è andato!"). 
Hearns si alzò al "9", ma non era in grado di continuare il match, e l'arbitrò fermò il combattimento. L'immagine di Marvin Hagler con il volto coperto di sangue che viene portato in trionfo dai suoi secondi e di Hearns trasportato semi-incosciente al suo angolo, restano testimonianza della violenza e dell'intensità del match, da allora soprannominato "The War" ("La guerra"). L'incontro fu ritenuto il vertice della carriera di Marvin Hagler, da allora reputato di uno dei più grandi pesi medi di tutti i tempi.
La rivista inglese Boxing News definì il match "gli otto minuti di caos", mentre The Ring lo definì "gli otto minuti più elettrizzanti della storia", e l'incontro vinse il premio come "Fight of the Year" per il 1985, nonostante fosse durato tre round.

### Arbitro e giudici
- Arbitro: Richard Steele
- Giudici: Herb Santos, Harry Gibbs, Dick Young

## Diffusione
Negli Stati Uniti e a Porto Rico fu trasmesso dal canale HBO con Barry Tompkins, Sugar Ray Leonard e Larry Merchant al commento. In Gran Bretagna il match andò in onda sul network ITV con al commento Reg Gutteridge e Donald Curry. In Italia fu mandato in onda a tarda notte da Rai 1.